# Rilaklooster
Het Rilaklooster (Bulgaars: Рилски Манастир, Rilski Manastir) is een klooster, gelegen op een hoogte van 1147 meter in het Rilagebergte in Bulgarije.

## Geschiedenis
Het klooster met de zebrahuid werd gesticht door de volgelingen van Ivan Rilski, later Johannes van Rila geheten. Deze kluizenaar ruilde in de 10e eeuw het kloosterleven in Rouen in voor het onherbergzame Rilagebergte. Er vormde zich rond Johannes een gemeenschap van monniken, die na zijn dood op 18 augustus 946 het klooster stichtte. Al snel werd Johannes van Rila een alom erkende heilige binnen de Bulgaarse orthodoxie. Zijn graf in het klooster is al eeuwenlang een bedevaartsoord voor duizenden pelgrims. In 1833 werd het complex door brand verwoest en herbouwd. Sinds 1961 is het een nationaal museum. In 1983 werd het opgenomen op de Werelderfgoedlijst van de UNESCO.

## Culturele waarde
Het Rilaklooster is een symbool voor de Slavische cultuur na een lange periode van bezetting en onderdrukking door de Turken en hierdoor een nationaal bedevaartsoord voor de Bulgaren. Het kan gezien worden als het religieuze centrum van de Bulgaars-Orthodoxe Kerk.
Het klooster is een voorbeeld van de Bulgaarse renaissance. Het interieur is versierd met 1200 fresco's met Bijbelse taferelen. Het klooster kende op zijn hoogtepunt cellen voor 500 monniken en 1000 slaapkamers voor pelgrims. Nog steeds is het op een na het grootste klooster van de Balkan.
Het museum van het klooster herbergt een schat aan geschenken die in de loop van de eeuwen door pelgrims meegebracht werden. Bijzonder is een kruis van houtsnijwerk, bestaande uit 1500 Bijbelse figuren en 140 miniaturen van Bijbelse scènes.
Een van de hoogtepunten is de centraal gelegen Moeder Gods Ontslapeniskerk (Oespenië Bogoroditsjno), opgebouwd in Byzantijnse stijl (tussen 1834 en 1837) en versierd met tientallen iconen en 1200 fresco's.
Het gehele complex is tegenwoordig (2009) voorzien van Bulgaarse en Engelstalige verduidelijkingen.
Een ander hoogtepunt is het kruis gemaakt door broeder Rafael. Deze monnik heeft 12 jaar tijd aan zijn houtsnijwerk besteed, waarbij hij niet minder dan 650 verschillende personages gebruikte. De bijzonderheid zit hem in het feit dat dit alles in miniatuur werd uitgevoerd (in het museum is een vergroting aanwezig).

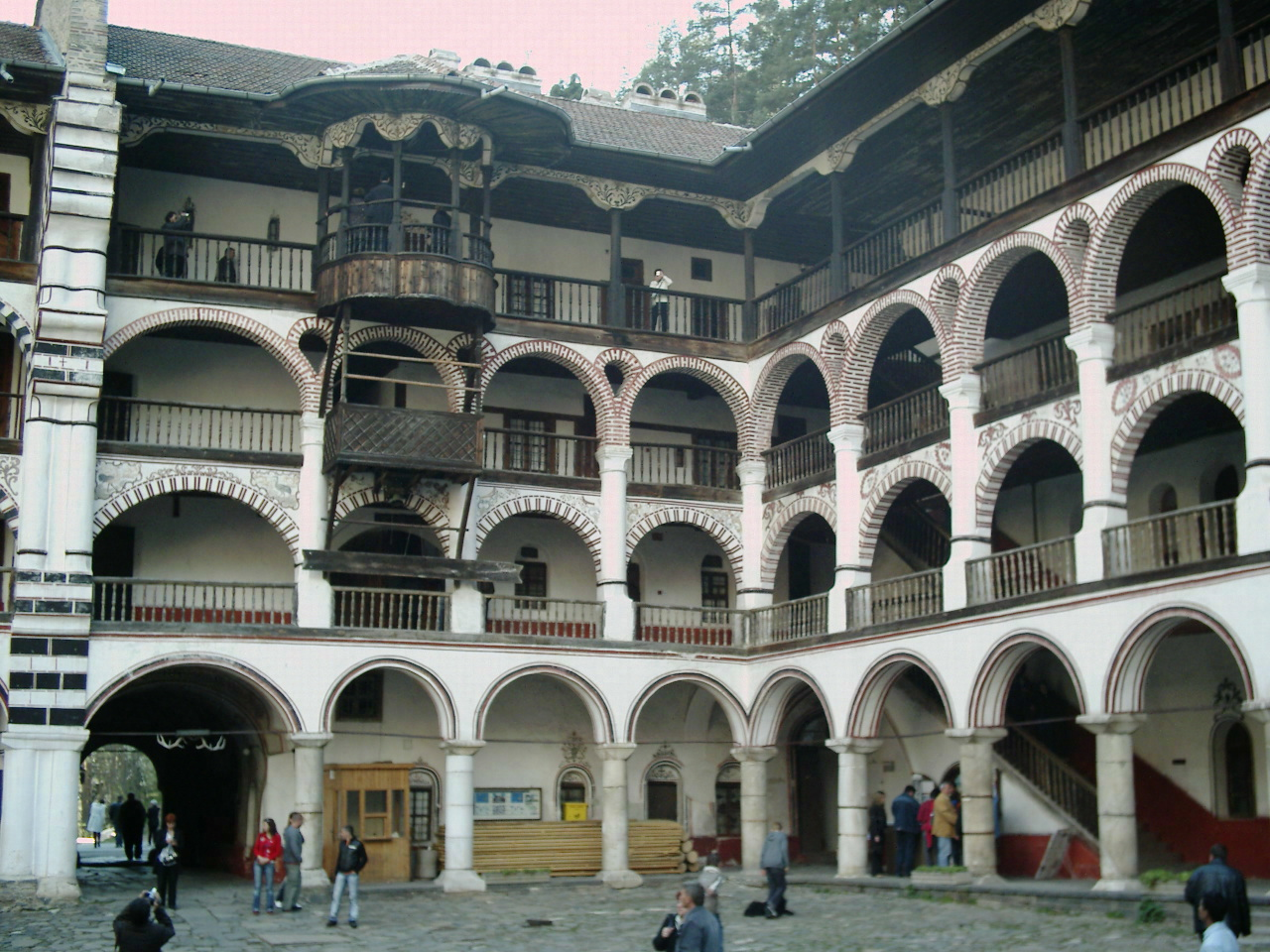
Binnenplaats
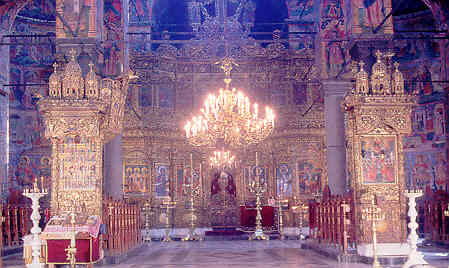
Interieur van de kloosterkerk
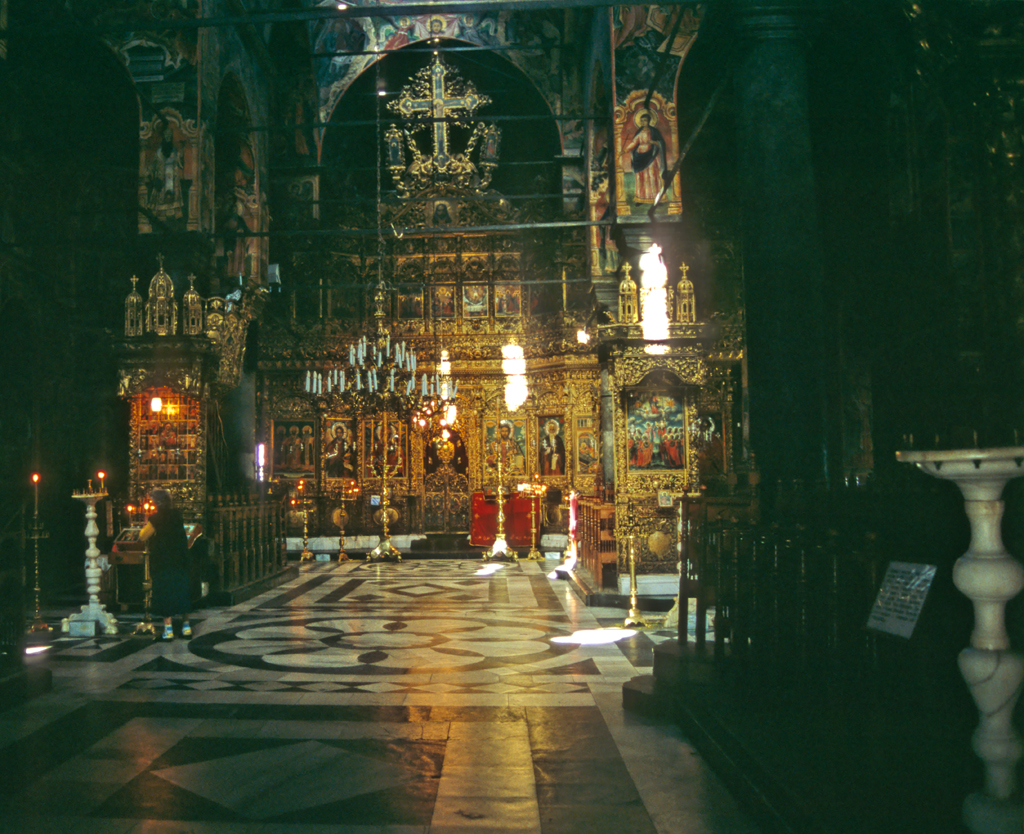
Interieur van de kloosterkerk
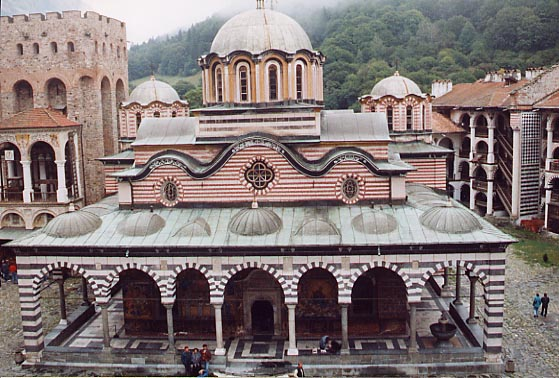
Kloosterkerk
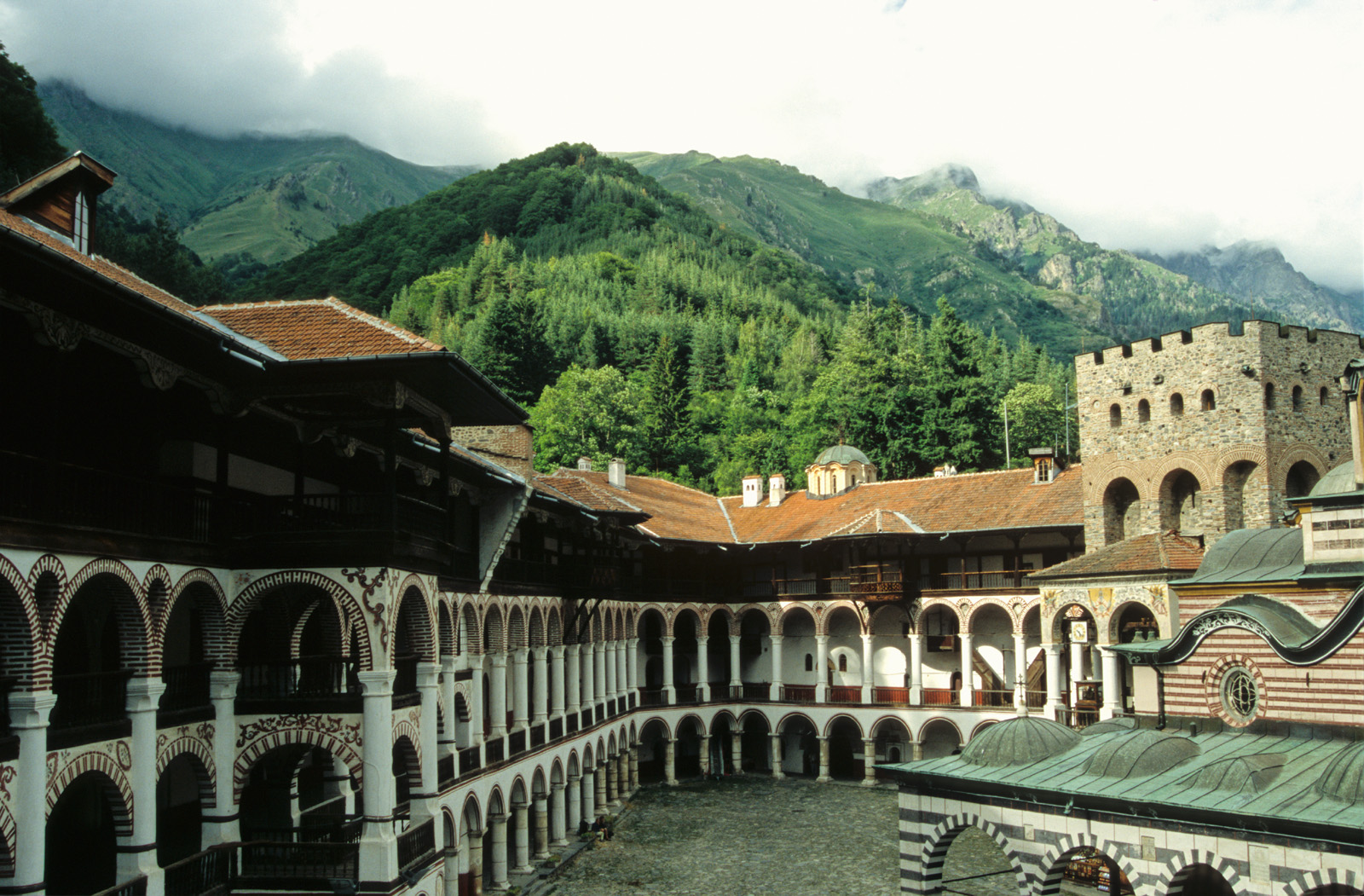
Klooster met omringende bergen
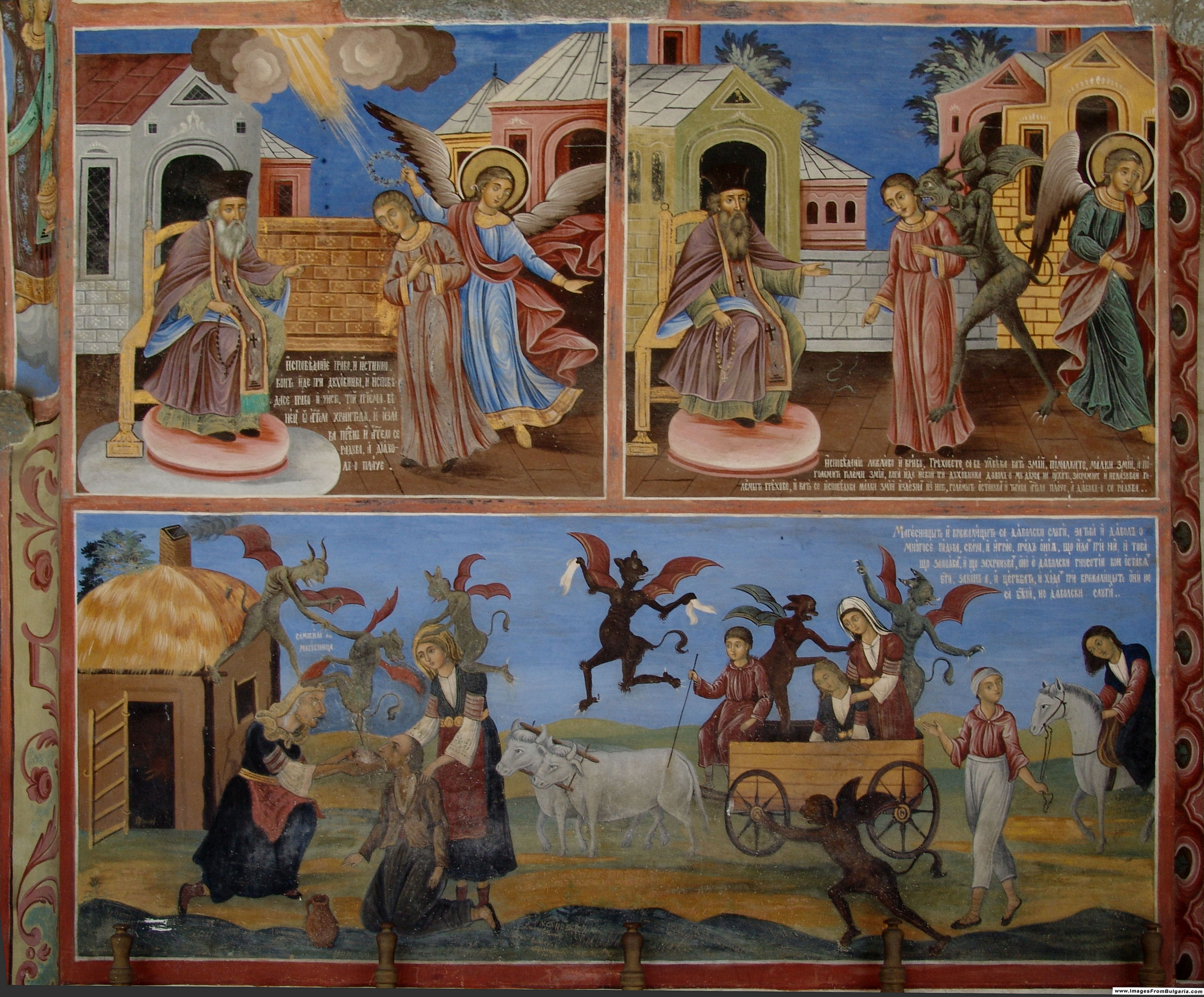
Muurschildering